# Okręg wyborczy Eye
Okręg wyborczy Eye powstał w 1571 r. i wysyłał do angielskiej, a później brytyjskiej, Izby Gmin dwóch deputowanych. Od 1832 r. liczbę mandatów przypadających na okręg zmniejszono do jednego. Początkowo Eye było okręgiem miejskim, ale w 1885 r. przekształcono go w okręg ziemski. Okręg obejmował część hrabstwa Suffolk. Został zlikwidowany w 1983 r.

## Deputowani do brytyjskiej Izby Gmin z okręgu Eye

### Deputowani w latach 1571–1660
- 1588–1589: Edmund Bacon
- 1640–1642: Frederick Cornwallis

### Deputowani w latach 1660–1832
- 1660–1661: Charles Cornwallis
- 1660–1678: George Reeve
- 1661–1675: Charles Cornwallis Starszy
- 1675–1679: Robert Reeve
- 1678–1679: Charles Gawdy
- 1679–1681: Charles Fox
- 1679–1681: George Walsh
- 1681–1689: Charles Gawdy
- 1681–1685: Robert Reeve
- 1685–1689: John Rous
- 1689–1690: Thomas Knyvett, torysi
- 1689–1695: Henry Poley
- 1690–1697: Thomas Davenant
- 1695–1698: Charles Cornwallis
- 1697–1713: Joseph Jekyll, wigowie
- 1698–1710: Spencer Compton, wigowie
- 1710–1715: Thomas Maynard
- 1713–1727: Edward Hopkins
- 1715–1722: Thomas Smith
- 1722–1722: Spencer Compton, wigowie
- 1722–1727: James Cornwallis
- 1727–1743: Stephen Cornwallis
- 1727–1747: John Cornwallis
- 1743–1749: Edward Cornwallis
- 1747–1748: Roger Townshend
- 1748–1758: Nicholas Hardinge
- 1749–1761: Courthorpe Clayton
- 1758–1760: Henry Townshend
- 1760–1762: Charles Cornwallis, wicehrabia Brome
- 1761–1761: Henry Cornwallis
- 1761–1762: Henry Townshend
- 1762–1770: Joshua Allen, 5. wicehrabia Allen
- 1762–1768: Richard Burton
- 1768–1774: Williams Cornwallis
- 1770–1792: Richard Burton Phillipson
- 1774–1774: Francis Osborne, markiz Carmarthen
- 1774–1780: John St John
- 1780–1782: Arnoldus Jones-Skelton
- 1782–1784: William Cornwallis
- 1784–1790: Peter Bathurst
- 1790–1807: William Cornwallis
- 1792–1795: Peter Bathurst
- 1795–1796: Charles Cornwallis, wicehrabia Brome
- 1796–1799: Mark Singleton
- 1799–1806: James Mann
- 1806–1807: George Gordon, markiz Huntly
- 1807–1807: James Cornwallis
- 1807–1809: Henry Wellesley
- 1807–1820: Mark Singleton
- 1809–1812: Charles Arbuthnot, torysi
- 1812–1817: William Garrow
- 1817–1824: Robert Gifford, torysi
- 1820–1829: Miles Nightingall
- 1824–1832: Edward Kerrison, torysi
- 1829–1831: Philip Sidney, torysi
- 1831–1832: William Burge

### Deputowani w latach 1832–1885
- 1832–1852: Edward Kerrison, Partia Konserwatywna
- 1852–1866: Edward Clarence Kerrison, Partia Konserwatywna
- 1866–1880: George Barrington, Partia Konserwatywna
- 1880–1885: Ellis Ashmead-Bartlett, Partia Konserwatywna

### Deputowani w latach 1885–1983
- 1885–1906: Francis Stevenson, Partia Liberalna
- 1906–1918: Weetman Pearson, Partia Liberalna
- 1918–1923: Alexander Lyle-Samuel, Partia Liberalna
- 1923–1929: William Vanneck, Partia Konserwatywna
- 1929–1951: Edgar Granville, Partia Liberalna
- 1951–1979: Harwood Harrison, Partia Konserwatywna
- 1979–1983: John Gummer, Partia Konserwatywna